# Euro Truck Simulator 2
Euro Truck Simulator 2 (w skrócie ETS 2) – komputerowa gra symulacyjna stworzona i wydana przez SCS Software, będąca kontynuacją Euro Truck Simulatora. Dystrybutorem w Polsce jest cdp.pl. Premiera gry odbyła się 18 października 2012 roku. Redaktor czasopisma „PC Gamer” przyznał grze nagrodę symulatora roku. 16 kwietnia 2013 ukazała się wersja beta na Linuksa, a 29 stycznia 2015 wydano pełną wersję na macOS-a. W sierpniu 2025 zapowiedziano wydanie gry na platformach PlayStation 5 i Xbox Series. Nie ujawniono jednak daty premiery.

## Rozgrywka
Rozgrywka rozpoczyna się od założenia przedsiębiorstwa przewozowego i wyboru pierwszej ciężarówki. W przeciwieństwie do Euro Truck Simulator gracz od początku może jeździć po całej Europie, zamiast odblokowywać kolejne kraje kontynentu, jak to miało miejsce w pierwszej części serii.
Głównym zadaniem gracza jest przetransportowanie określonego ładunku, który należy odebrać w danej firmie transportowej. Za dostarczone towary otrzymuje punkty doświadczenia (ich liczba zależna jest od stanu towaru, jego ważności, a także odległości, jaką przebył), przez co otrzymuje kolejne poziomy rozwoju kierowcy – za każdy kolejny poziom gracz otrzymuje jeden punkt specjalności do rozdania, dzięki czemu może otrzymywać różnego rodzaju ulepszenia.
Gracz ma możliwość zakupu nowych ciężarówek poprzez odkrywanie salonów samochodowych w miastach całej Europy. Istnieje również opcja tuningu, naprawy i malowania pojazdów w stacjach naprawczych w każdym mieście. Podczas podróży można natrafić na stacje benzynowe w celu uzupełnienia paliwa oraz parkingi zlokalizowane wzdłuż autostrad, na przejściach granicznych i w motelach, aby zregenerować siły kierowcy. Do gry zostały dodane punkty poboru opłat, na których kierowca może zapłacić za przejechany odcinek autostrady m.in: w Polsce i we Francji. Od wersji 1.18.1 wszystkie ciągniki dostępne w grze są licencjonowane przez producentów.
Mapa do gry jest największą, jaką SCS Software do tej pory stworzyło. Początkowo zawierała 72 miasta, w tym 3 miasta polskie (Szczecin, Poznań i Wrocław), są one co najmniej trzykrotnie większe niż te z Euro Truck Simulator.

## Dodatki
| Tytuł angielski       | Tytuł polski            | Data wydania         | Opis |
| --------------------- | ----------------------- | -------------------- | --- |
| Going East!           | Ekspansja Polska        | 19 września 2013     | Dodatek powiększa świat gry o 15 nowych miast w Polsce, Czechach, na Słowacji oraz na Węgrzech. |
| Scandinavia           | Skandynawia             | 7 maja 2015          | Drugi dodatek, zatytułowany Euro Truck Simulator 2: Skandynawia, w którego skład wchodzi gęsta siatka nowych dróg i 27 nowych miast położonych w Danii, Norwegii oraz Szwecji.                                                                                           |
| Vive la France!       |                         | 5 grudnia 2016       | Rozszerza grę o pozostałą część Francji. Wraz z jego premierą została udostępniona aktualizacja, której zawartością jest m.in. przebudowany Paryż. |
| Italia                |                         | 5 grudnia 2017       | Rozszerzenie wzbogaca grę o 22 miast na terenie Włoch, m.in. Rzym i Palermo. |
| Beyond the Baltic Sea | Bałtycki szlak          | 29 listopada 2018    | Piąty dodatek rozszerza grę o tereny wschodniej Europy – Litwę, Łotwę, Estonię, południową część Finlandii i fragmenty Rosji. |
| Road to the Black Sea | Droga do Morza Czarnego | 5 grudnia 2019       | Dodaje kraje leżące nad Morzem Czarnym – Rumunię, Bułgarię oraz europejską część Turcji. |
| Iberia                |                         | 8 kwietnia 2021      | Rozszerzenie obejmujące Półwysep Iberyjski, a dokładniej Hiszpanię i Portugalię. Początkowo planowano wydanie pod koniec 2020 roku, ale z powodu pandemii premierę przesunięto na następny rok.                                                                          |
| Heart of Russia       |                         | wstrzymano           | Dodatek do gry, który miał umożliwić graczom zwiedzanie obszarów Rosji. W maju 2022 poinformowano o wstrzymaniu wydania rozszerzenia. |
| West Balkans          |                         | 19 października 2023 | W czerwcu 2022 zapowiedziano wydanie dziewiątego dodatku, który pozwoli na zwiedzenie państw Półwyspu Bałkańskiego – Słowenii, Chorwacji, Bośni i Hercegowiny, Serbii, Kosowa, Macedonii Północnej, Czarnogóry i Albanii. Rozszerzenie ukazało się 19 października 2023. |
| Greece                |                         | 4 grudnia 2024       | W listopadzie 2023 poinformowano, że w produkcji znajduje się kolejny dodatek. Rozszerza on rozgrywkę o 14 miast Grecji kontynentalnej, dodaje też część wysp. DLC wydano 4 grudnia 2024.                                                                                |
| Nordic Horizons       |                         |                      | W styczniu 2024 zapowiedziano jedenaste rozszerzenie. Dodaje ono północną część Skandynawii, od Norwegii aż do Oceanu Arktycznego. Zawiera kilkadziesiąt miast. |

Do gry Euro Truck Simulator 2 można dodawać również własne, nieoficjalne modyfikacje map, własne naczepy, ciężarówki itp. Gracz może własnoręcznie stworzyć modyfikacje w specjalnych programach.